# Ian Richardson (cyclisme)
Pour l'acteur britannique, voir Ian Richardson. Pour les homonymes, voir Richardson.
Ian Richardson, né le 13 janvier 1988 à Slane, est un coureur cycliste irlandais. Il participe à des compétitions sur route et sur piste.

## Palmarès sur route

### Par année
- 2012
  - 2e étape des Newry Three Day (contre-la-montre)
- 2013
  - 2e étape du Tour d'Ulster
- 2015
  - Noel Hammond Memorial Trophy
- 2016
  - Stamullen GP
  - 2e étape du Tour d'Ulster
  - Naas CC Open Time Trial
  - Danny O’Shea Memorial
  - Mullingar GP
  - Classement général des Suir Valley Three Day

### Classements mondiaux
| Année           | 2016   |
| --------------- | ------ |
| UCI Europe Tour | 1 888e |

## Palmarès sur piste

### Championnats d'Irlande
- 2016
  -  Champion d'Irlande de poursuite par équipes (avec Terrence O'Malley, Con Collis et Eoin Morton)
- 2017
  -  Champion d'Irlande de poursuite par équipes (avec Eoin Morton, Simon Jones et Conor Murnane)
  - 2e du championnat d'Irlande de poursuite